# Recycling von digitalen Datenträgern

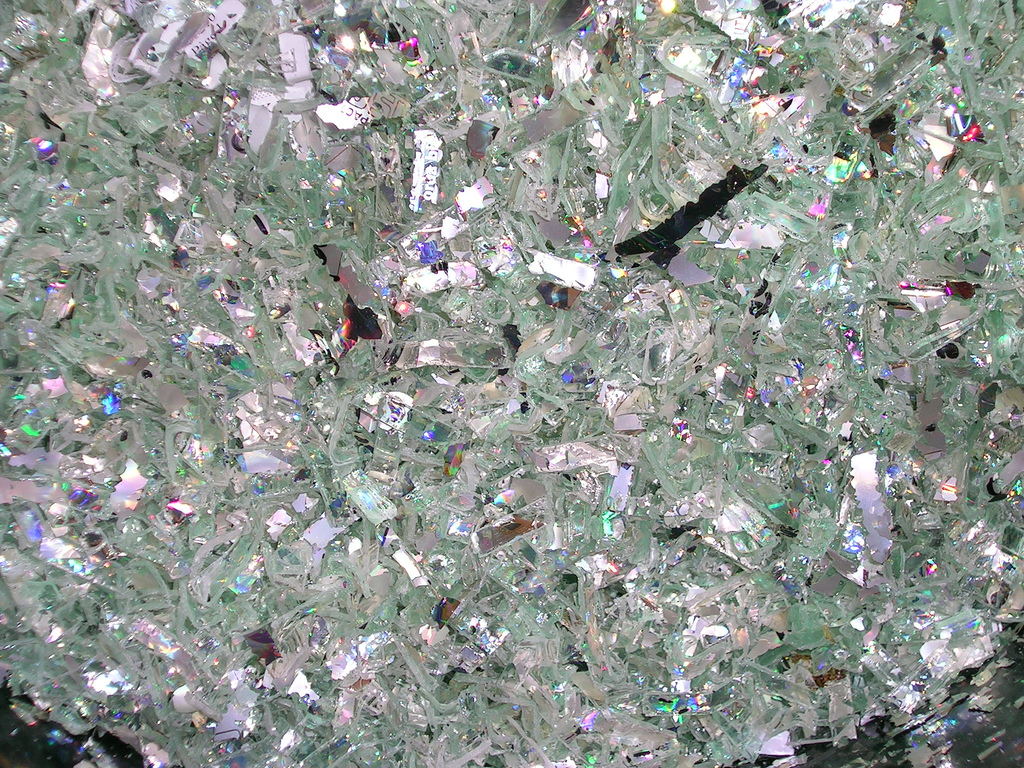
Geschredderte CDs

Durch Recycling bzw. die Rezyklierung von entsorgten Datenträgern wie CDs und DVDs entstehen relevante Sekundärrohstoffe, die als Ausgangsmaterial für neue Produkte dienen und endliche Rohstoffreserven nachhaltig schonen. Insbesondere das Polycarbonat, aus dem CDs zum größten Teil bestehen, ist in der Industrie vielfältig wiederverwertbar.

Aufbau einer CD / DVD

## Hintergrund
Die Zahlen von produzierten CDs und DVDs der letzten Jahre sind rückläufig. Die Zahl der entsorgten Datenträger nimmt jedoch zu. So waren es bereits im Jahr 2008 etwa 400 Millionen CDs und DVDs, die bis dato ausgesondert wurden.

### Erdölproblematik
Der Erdölverbrauch der gesamten Weltbevölkerung steigt seit den letzten Jahrzehnten stetig an. Erdöl – auch als Rohöl bezeichnet – gilt als endlicher Rohstoff. Aus dem gesteigerten Bedarf und dem zeitgleichen Aufbrauchen der endlichen Ressourcen resultiert eine Problematik, der man sich anhand der Rezyklierung von erdölbasierten Gütern nähern kann. In Deutschland lag der Gesamtverbrauch 2014 bereits bei etwa 2,4 Millionen Barrel pro Tag, was 876 Millionen Barrel im Jahr entspricht. Schätzungen zufolge werden in Deutschland jährlich etwa 400 Millionen CDs und DVDs ausgemustert (Stand 2009). Der Rohstoffwert einer CD entspricht 30 Gramm Erdöl, so dass bei vollständigem Recycling knapp 88.000 Barrel jährlich eingespart werden könnten.

## Verwendungsbereiche von Rezyklaten aus CDs und DVDs
Das aus CDs und DVDs gewonnene Polycarbonat findet als Sekundärrohstoff beispielsweise in der Automobilindustrie und Medizintechnik Verwendung. Es werden beispielsweise die Autoverglasung, Scheinwerfer und Autoinnenelemente aus Polycarbonat gefertigt. Im Bereich der Medizintechnik dient der Stoff beispielsweise als Ausgangsmaterial für Beatmungsgeräte. 

### Polycarbonat in der Automobilindustrie
Mit der Wiederverwertung des Polycarbonat aus digitalen Datenträgern sinkt der Rohstoffbedarf aus nicht erneuerbaren Ressourcen für die Herstellung zahlreicher Automobilteile. Die Exportquote der deutschen Automobilhersteller ist seit dem Jahr 2005 ansteigend und indiziert damit den zukünftig weiter steigenden Bedarf an Polycarbonat aus rezyklierten Datenträgern. Neben der geringeren Nachfrage des Polycarbonats für die rückläufige Produktion von CDs und DVDs steigt hingegen die Nachfrage der Automobilindustrie. Bisher kommen die größten Mengen des Ausgangsmaterials aus China. Ein Recycling der in Deutschland entsorgten Datenträger stellt ökologische und wirtschaftliche Chancen dar.